# Botryodiplodia excelsa
Botryodiplodia excelsa är en svampart som först beskrevs av Petter Adolf Karsten, och fick sitt nu gällande namn av Petr. & Syd. 1927. Botryodiplodia excelsa ingår i släktet Botryodiplodia, ordningen Diaporthales, klassen Sordariomycetes, divisionen sporsäcksvampar och riket svampar.   Inga underarter finns listade i Catalogue of Life.